# فرونالبستوك (غلاروس)
فرونالبستوك (بالإنجليزية: Fronalpstock (Glarus))‏ هو أحد جبال سلسلة جبال الألب غلاروس وجزء من القمة الأم يقع في كانتون غلاروس، سويسرا. يبلغ ارتفاع الجبل حوالي 2124 متر، بينما يبلغ ارتفاع نتوء الجبل 272 متر.